# Liberto Senderos Oliva
Liberto Senderos Oliva   (1961) és un polític espanyol del partit Vox. És membre i fundador de la filial del grup paramilitar d'El Yunque a l'Estat espanyol.
És un dels impulsors de l'associació Organización por el Bien Común, de la qual ha estat secretari. També ha estat portaveu del grup Españoles de a pie i actualment és membre dels Cruzados de Cristo Rey. A banda, fa de vicecoordinador de Vox Barcelona, funcionari de la Seguretat Social i activista en associacions profamília. Destaca en aquest àmbit com a president de l'Institut de Política Familiar de Catalunya des d'almenys el 2007.
En les eleccions catalanes de 2021, va ser el 53è de la llista de Vox, però no va ser escollit per a entrar al Parlament de Catalunya com a diputat. En canvi, en les municipals del 2023, va ser elegit regidor de l'Ajuntament de Barcelona juntament amb Gonzalo de Oro.